# 夜幕行動
夜幕行動（Operation Nightfall）是美國電視劇《24》中所提到的虛構的秘密軍事行動，也是《24》中的重要故事背景。該行動發生於《24》第一季之前兩年，並記述於漫畫《24: Nightfall》之中。

## 行動簡介
夜幕行動由參議員大卫·帕默（David Palmer）授權，目的是到科索沃暗殺Victor Drazen。

## 參與人員
- 杰克·鲍尔上尉（Captain Jack Bauer） (隊長)
- Warrant Officer Dwayne Shelton (Former Green Beret)
- First Sergeant Brice Gardener (武器指揮官)
- First Sergeant Haj Illijec (通訊員)
- First Sergeant Gary Graham (醫療人員)
- Technical Sergeant Roger Voss (Air Force Special Operations combat controller)
- Master Sergeant Fred Peltzer (Intelligence Specialist)
- 特工斯蒂芬·桑切斯（Agent Stephen Saunders）(英國軍情六處人員)

## 夜幕行動與《24》系列的關係
夜幕行動是《24》中的重要故事背景。

- 在夜幕行動中，Victor Drazen的妻子和女兒被殺。為了報仇，他在兩年後（《24》第一季）密謀暗殺當時為總統候選人的柏大衛，並虜走包智傑的妻子和女兒。這是《24》第一季的主線。
- 眾人以為桑士庭在夜幕行動中已經身亡（假定死亡），實際上他仍然生存。在第三季中，桑士庭向美國策動生化襲擊，以報復自己在夜幕行動中被丟下。

- 雖然行動由柏大衛授權，但柏大衛並不認識行動的參與人員。

## 外部連結
- Operation Nightfall （页面存档备份，存于）